# Eddy Kante

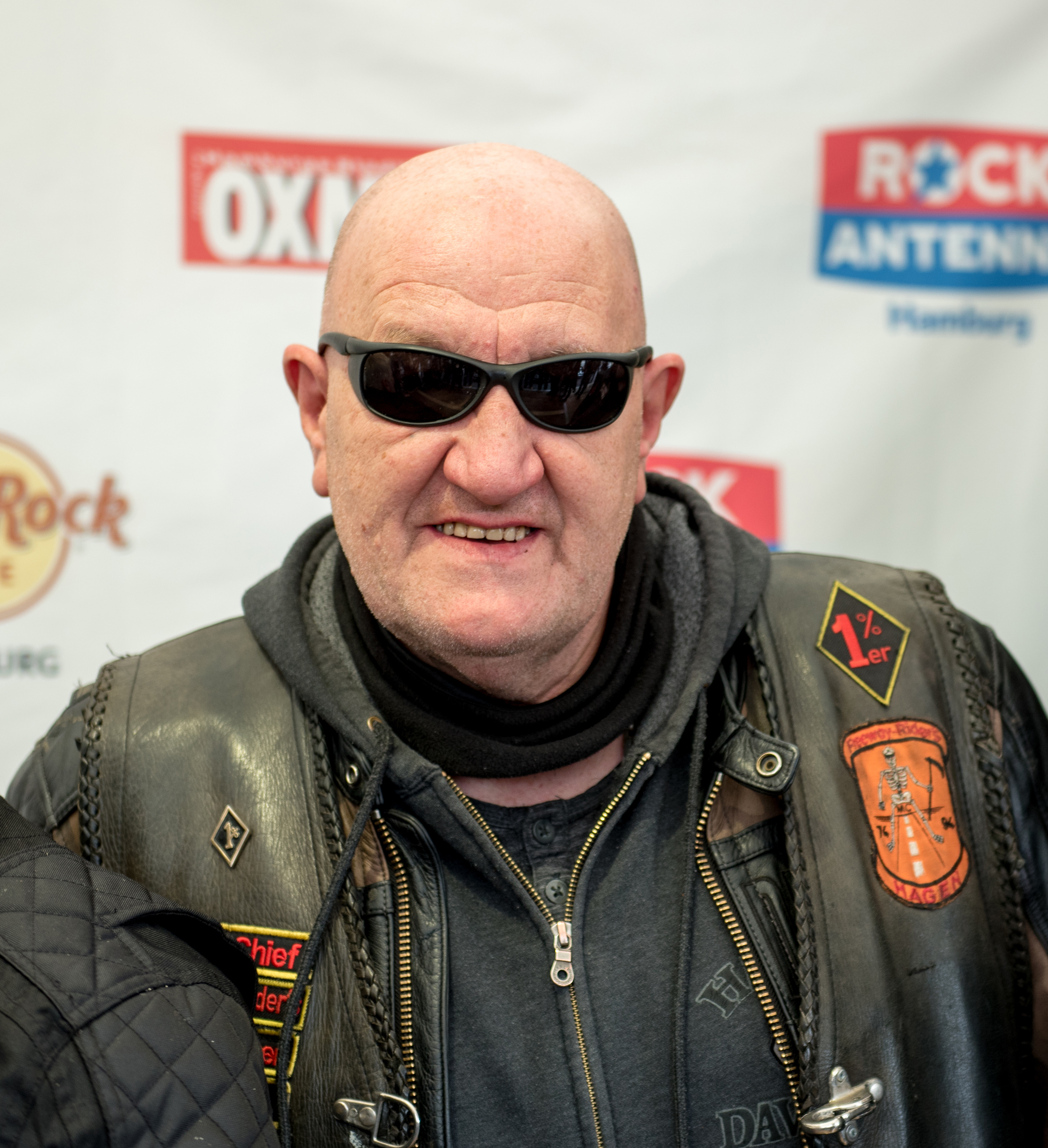
Eddy Kante (2018)

Eddy Kante (* 8. Oktober 1959 als Frank Uwe Axel Schröder in Hagen) ist ein deutscher Leibwächter, Schauspieler und Musiker.

## Leben
Kante wuchs in Hagen auf, die Kindheit war von fortgesetzter körperlicher Gewalt durch den Stiefvater geprägt. Als Teenager flüchtete Kante zu seiner Tante und wurde in der Folge selbst durch Gewalttaten auffällig. Mit 18 trat er dem Hagener Chapter des Freeway Rider’s MC bei, einem Motorradclub, den Beobachter als (halb-)kriminelle Outlaw Motorcycle Gang einschätzen. Ein Jahr später lernte Kante, als Wehrpflichtiger der Bundeswehr in Hamburg, durch eine Autogrammanfrage Udo Lindenberg kennen, dessen Namen er seit Jugendtagen als selbstgemachte Tätowierung auf dem Oberarm trägt. Kante verbüßte 1981 eine neunmonatige Haftstrafe im Jugendstrafvollzug.  Nach der Haftentlassung engagierte Lindenberg Kante als Bodyguard, auch eine weitere dreieinhalbjährige Haftstrafe, die er 1989 antreten musste, änderte nichts an der Zusammenarbeit und Freundschaft der beiden.
Kante wirkte in kleinen Rollen in einigen Fernsehserien und -reihen (Großstadtrevier, K11 – Kommissare im Einsatz, Bella Block, Tatort) und Filmen (Jazzclub von Helge Schneider, Kein Sex ist auch keine Lösung) mit. In der Theaterversion des Lord von Barmbeck spielte er am St. Pauli Theater 2005 die Rolle des Schlachter-Karl. 2010 war er als Nebendarsteller in Florian Schewes Berlinale-Beitrag Lebendkontrolle zu sehen.
Mit Udo Lindenberg nahm er im Jahr 2000 eine Coverversion des Heintje-Klassikers „Mama“ als gemeinsame Single auf und ist in Lindenbergs Musikvideo zu Ganz anders zu sehen.
Im November 2013 kam es zum Bruch zwischen Kante und Lindenberg, der Kante als Angestellten „beurlaubte“. Anlass war laut Kantes Aussage dessen Autobiographie In meinem Herzen kocht das Blut – Ein Leben auf der Kante, deren Veröffentlichung zwei Monate zuvor Lindenberg kritisiert habe. In der Folge strengte Kante Anfang 2014 eine Klage gegen Lindenberg an, in der er vermeintlich ausstehende Lohnzahlungen in Höhe von 563.000 € geltend machte. Seine bis zu 16-stündigen Arbeitstage seien mit nur 1.500 bis 1.800 € monatlich über Jahre unangemessen gering entlohnt worden. Der Gerichtstermin wurde jedoch auf Antrag beider Parteien zugunsten einer angestrebten außergerichtlichen Einigung aufgehoben.
Nach dem Streit mit Lindenberg stieß Kante erneut zu den Freeway Riders, die er als „seine Familie“ bezeichnet.
Seit Ende 2014 ist Eddy Kante Teil der sog. Künstler-Familie von Olivia Jones und führt seitdem auch Gäste mit eigenen Kieztouren durch St. Pauli.

## Filmografie
- 2008: Bella Block: Reise nach China
- 2009: Tatort: Borowski und die Sterne
- 2018: SOKO Köln – Ohne Reue (Folge 304)
- 2019: Morden im Norden – Die verlorene Tochter (Folge 81)
- 2021: Die Alm